# Flåtjärnen (Transtrands socken, Dalarna)
Flåtjärnen är en sjö i Malung-Sälens kommun i Dalarna och ingår i Dalälvens huvudavrinningsområde.